# 人吉町
人吉町（ひとよしまち）は、熊本県の南部、球磨郡にかつてあった町。

## 歴史
- 1889年4月1日 - 町村制が施行し、一町単独町政、人吉町を設立。
  - 五日町、老神町、鍛冶屋町、上新町、下新町、新町、紺屋町、九日町、大工町、寺町、土手町、中城町、七日町、二日町、灰久保町、原城町、麓町、南町、上原町、田町、富ヶ尾町の各町の範囲を以って成立。
- 1933年4月1日 - 大村を編入。旧大村の区域は人吉町の甲・乙・丙・丁の4区分となる。
- 1942年2月11日 - 西瀬村、中原村、藍田村と合併して人吉市となる。旧大村区域の4区分は以下の町名に再編、それ以外の各町はそのまま人吉市の町名に継承。
  - 甲 → 願成寺町、南泉田町、上新町（一部）、下新町（一部）
  - 乙 → 鬼木町、鶴田町、北泉田町
  - 丙 → 井ノ口町、合ノ原町
  - 丁 → 瓦屋町、城本町、駒井田町、上青井町、中青井町、下青井町

## 学校
- 人吉町及び大村組合立舟場尋常小学校（のちの人吉尋常小学校、現在の人吉市立人吉東小学校）